# 무문관
《무문관(無門關, The Gateless Gate)》은 선종5가(禪宗五家)의 일파인 임제종(臨濟宗)에 속하는 남송(南宋)의 무문혜개(無門慧開: 1183~？)가 1228년(紹定 1) 46세 때의 여름에 푸저우(福州) 영가(永嘉)의 용상사(龍翔寺)에서 수행자를 위해 고칙 48칙(古則四八則)을 염제(拈提: 고칙을 제시하여 이를 평창함)하고, 평창(評唱)과 송(頌)을 가해서 《무문관》이란 제목을 붙이고, 자신의 찬술이유(撰述理由)를 말한 자서(自序)를 가하여 그해 겨울에 간행하였다.
《벽암록》·《종용록》과 함께 옛날부터 선림(禪林)에서 존중되었으며, 이 두 서적보다 공안(公案)의 수가 적고 내용도 간단명료하며 더욱이 한 사람의 손으로 이루어진 것이어서 사상적으로도 일관성(一貫性)이 있기 때문에 일반에게 널리 애용되었다.
특히 제1칙 아래의 조주구자(趙州狗子)의 공안은 유명하며, 여기서 염제(拈提)되는 무자(無字)야말로 종문(宗門)의 일관(一關)이며, 이 일관을 이름지어 "무문관(無門關)"이라 한다고 기술되어 있다.
승(僧)이 조주(趙州)에게 묻기를, "구자(狗子)로 다시 태어나도 불성(佛性)이 있겠는가 없겠는가."
주가 가로되, "있도다."
또 다른 승이 묻기를, "구자로 환생(還生)되어 불성이 있겠는가 없겠는가."
주가 대답하되, "없도다."
위의 조주구자의 공안에서 조주가 말한 유무대립(有無對立)의 두 가지 대답에 대하여 본서는 무(無)로써 대답하고 있는바, 이 무야말로 유무의 대립을 초월한 절대무(絶對無), 즉 무자(無字)를 단적으로 설시(說示)한 것이다.

## 참고 문헌
- 이 문서에는 다음커뮤니케이션(현 카카오)에서 GFDL 또는 CC-SA 라이선스로 배포한 글로벌 세계대백과사전의 "무문관" 항목을 기초로 작성된 글이 포함되어 있습니다.